# Полежайкин, Сергей Иванович
Сергей Иванович Полежайкин (1920—1944) — старший лейтенант Рабоче-крестьянской Красной Армии, участник Великой Отечественной войны, Герой Советского Союза (1945). Эрзя.
Навечно зачислен в списки Рязанского военного автомобильного института имени В. П. Дубынина.

## Биография
Сергей Полежайкин родился 14 сентября 1920 года в селе Старые Турдаки (ныне — Кочкуровский район Мордовии). После окончания неполной средней школы проживал и работал в Андижанской области Узбекской ССР (по другим данным — лишившись отца, Сергей Полежайкин переехал к сестре в Шелангер Марийской АССР, где по окончании 7 классов и до 1939 года работал на пункте «Заготзерно»). В 1940 году Полежайкин был призван на службу в Рабоче-крестьянскую Красную Армию. В 1943 году он окончил Рязанское военно-автомобильное училище. С мая того же года — на фронтах Великой Отечественной войны.
К октябрю 1944 года гвардии старший лейтенант Сергей Полежайкин был офицером разведки 1-го гвардейского отдельного мотоциклетного полка 5-й гвардейской танковой армии 1-го Прибалтийского фронта. Участвовал в сражениях на территории Литовской ССР. 10 октября 1944 года Полежайкин во главе разведгруппы переправился через реку Данге в районе Мемеля и прошёл во вражеский тыл, перерезав шоссейную и железную дороги между городами Кретинга и Мемель. В боях за удержание позиций Полежайкин погиб. Похоронен в Кретинге.

## Награды
Указом Президиума Верховного Совета СССР от 24 марта 1945 года за «мужество и героизм, проявленные в боях» гвардии старший лейтенант Сергей Полежайкин посмертно был удостоен высокого звания Героя Советского Союза.
Также был награждён орденом Ленина, двумя орденами Красного Знамени, орденом Отечественной войны 1-й степени и медалью. Навечно зачислен в списки личного состава воинской части.

## Память

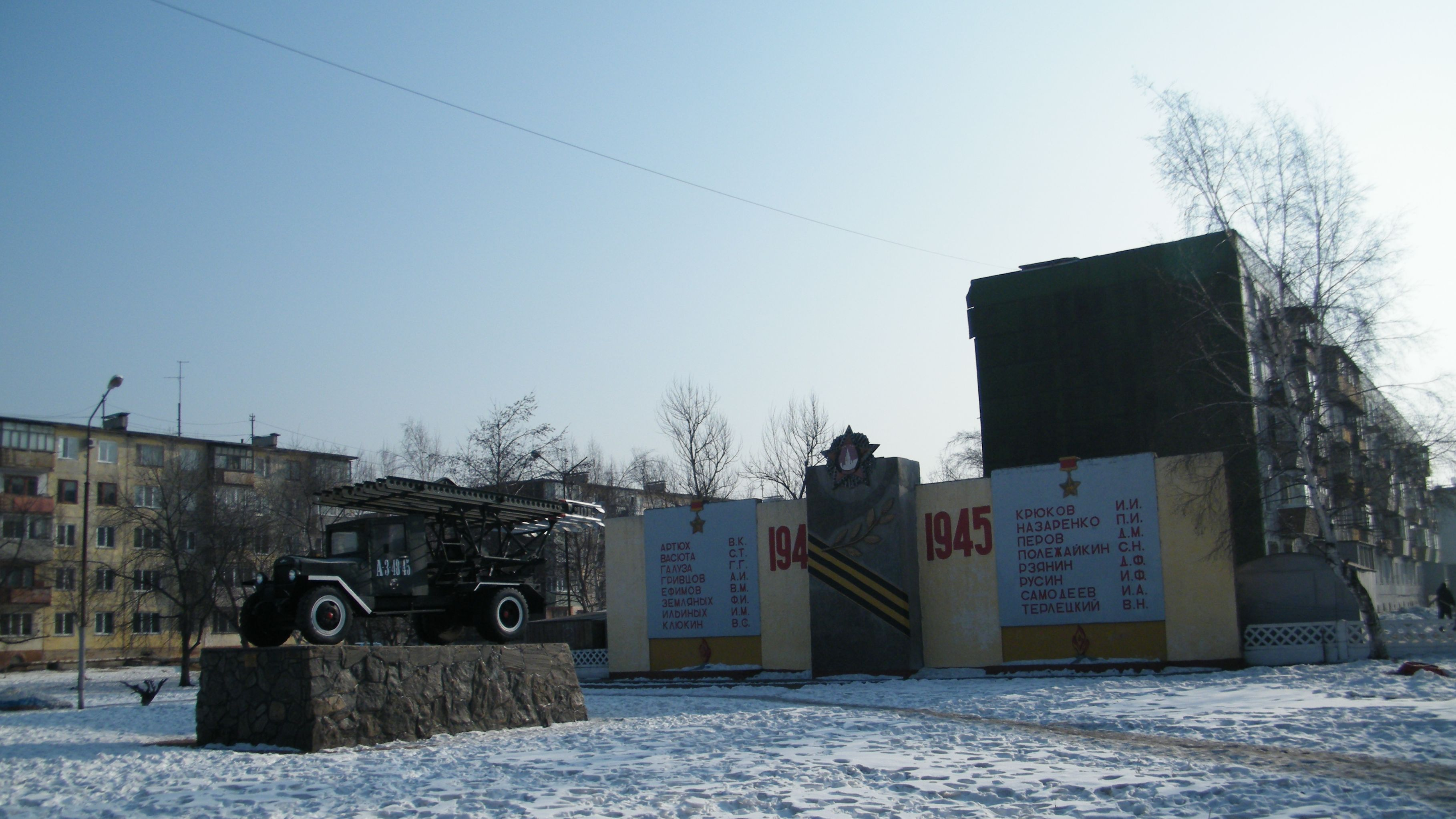
Город Уссурийск, УВВАКУ

- В честь Полежайкина названа улица в Кретинге[источник не указан 3867 дней] и установлен памятник в Кочкурово[4].
- Имя воина-водителя, Героя Советского Союза С. И. Полежайкина увековечено на стене памяти Уссурийского высшего военного автомобильного командного училища.
- В Афганистане в составе 261-го отдельного автомобильного батальона была колонна 2613 имени Героя Советского Союза С. И. Полежайкина.